# Boris Midney
Boris Midney, anche conosciuto con gli pseudonimi USA European Connection, Masquerade, Double Discovery, Caress, Companion e Festival (Mosca, 22 ottobre 1937), è un compositore e produttore discografico sovietico naturalizzato statunitense. Midney viene ricordato per essere stato uno dei primi produttori a sfruttare appieno le potenzialità del registratore a 48 piste e uno degli inventori dell'Eurodisco.

## Biografia
Midney è nato nel 1937 a Mosca da un direttore d'orchestra e pianista e una cantante classica. Studiò composizione classica e clarinetto e imparò a suonare il sassofono da autodidatta.
Nel 1964 abbandonò l'Unione Sovietica tramite l'ambasciata statunitense in Giappone a causa dei limiti imposti all'arte dal regime. Giunto a New York, Midney fondò il Russian Jazz Quartet, che registrò un album per la Impulse! Records. Negli anni sessanta, Midney sposò Tania Armour, facente parte della famiglia proprietaria della Armour and Company.
Negli anni settanta, Midney divenne un prolifico compositore di disco music. Nelle sue produzioni, tuttavia, utilizzava raramente il suo nome di battesimo e preferiva adottare pseudonimi come USA European Connection, Masquerade, Double Discovery, Caress, Companion e Festival. Ebbe grande successo il brano Come Into My Heart (1978), firmato con lo pseudonimo USA European Connection. Dapprima scoperto dal disc jockey David Mancuso, che lo riprodusse numerose volte nel suo The Loft, e successivamente pubblicato come singolo dalla TK Records, Come Into My Heart entrò al primo posto della classifica disco-dance di Bilboard. Tra le sue pubblicazioni figurano anche gli adattamenti disco del musical di Broadway Evita (1979), del romanzo per ragazzi Pinocchio (1979) e della colonna sonora di L'Impero colpisce ancora.
Nel 1999 Midney pubblicò un album di musica progressive trance intitolato Trancetter. Nello stesso anno, la OZ/Hot Records ripubblicò l'intero catalogo di Midney su CD.

## Stile musicale
Lo stile di Midney è un'Eurodisco ispirata a Cerrone, Giorgio Moroder e Alec R. Costandinos. Secondo la descrizione offerta da Andrea Angeli Bufalini e Giovanni Savastano nel loro La storia della disco music edito da Hoepli, Midney avrebbe coniato una «miscellanea tra sound orchestrale di Phiadelphia (...) echi di sinfonie classiche, temi cinematici e martellanti beat Euro-disco, arricchita da suadenti e ipnotici vocal di "sirene"». Secondo i critici musicali Alan Jones e Jussi Kantonen, «nell'Olimpo della disco ci sono molti dei, ma vi è un solo Zeus e il suo nome è Boris Midney. Nella disco music, lui equivale alla fusione tra Stephen Sondheim, David Hockney e Stanley Kubrick.»

## Discografia

### Da solista

#### Album in studio
- 1978 – Come into My Heart (come USA European Connection)
- 1978 – USA-European Connection (come USA European Connection)
- 1978 – Make that Feeling Come Again! (come Beautiful Bend)
- 1979 – Evita (come Festival)
- 1979 – Pinocchio (come Masquerade)
- 1979 – Caress (come Caress)
- 1980 – Music from The Empire Strikes Back
- 1981 – Companion (come Companion)
- 1999 – Trancetter

### Nei gruppi

#### Nei The Russian Jazz Quartet

##### Album in studio
- 1964 – Happiness